# Мексикано-монгольские отношения
Мексикано-монгольские отношения — двусторонние дипломатические отношения между Мексикой и Монголией. Страны являются членами Организации Объединённых Наций и Азиатско-Тихоокеанского парламентского форума.

## История
24 сентября 1975 года страны установили дипломатические отношения. В первое время между странами осуществлялись через участие в многосторонних форумах, в частности в Организации Объединённых Наций. В октябре 2001 года президент Мексики Висенте Фокс совершил официальный визит в Монголию, где провёл переговоры с президентом Монголии Нацагийном Багабанди. В ходе визита были подписаны два двусторонних соглашения и обсудили дальнейшее расширение сотрудничества. В 2003 году Монголия назначила почётного консула в Мехико.
В мае 2007 года заместитель министра иностранных дел Монголии Бехбат Хасбазарын посетил Мексику, где обозначил интерес к мексиканским инвестициям в экономику своей страны, а также подчеркнул необходимость изучения новых путей, направленных на укрепление двустороннего сотрудничества в сфере торговли и инвестиций, особенно в горнодобывающей промышленности. В сентябре 2016 года президент Монголии Цахиагийн Элбэгдорж прибыл в Мексику с частным визитом, где посетил руины древнего города Теотиуакан и встретился с президентом Совета дружбы Мексика-Монголия.
В январе 2011 года делегация из Мексики во главе с сенатором Карлосом Хименесом Масиасом оказала помощь в проведении Азиатско-тихоокеанского парламентского форума в Улан-Баторе. В ходе визита мексиканская делегация встретилась с председателем Великого государственного хурала Дамдины Дэмбэрэлом, где они обсудили несколько двусторонних тем. В 2015 году страны отметили 40-летие дипломатических отношений.

## Визиты на высоком уровне
Из Мексики в Монголию:
- президент Висенте Фокс (2001 год);
- сенатор Карлос Хименес Масиас (2011 год).

Из Монголии в Мексику:
- председатель Великого государственного хурала Лхамсурэн Энэбиш (2001 год);
- заместитель министра иностранных дел Бехбат Хасбазарын (2007 год);
- президент Цахиагийн Элбэгдорж (2016 год).

## Двусторонние соглашения
Страны подписали несколько двусторонних соглашений, таких как: Соглашение о культурных обменах (1988 год); Меморандум о взаимопонимании в отношении создания механизма политических консультаций между обеими странами (2001 год) и Соглашение об отмене виз в дипломатических и официальных паспортах (2001 год).

## Торговля
В 2018 году товарооборот между странами составил сумму 1,1 миллиона долларов США. Экспорт Мексики в Монголию: механические части, химические продукты, транспортные средства и трёхколесные мотоциклы. Экспорт Монголии в Мексику: процессоры и контроллеры, интегральные электронные схемы, шкуры и продукция животного происхождения.

## Дипломатические представительства
- Интересы Мексики в Монголии представлены через посольство в Сеуле и через почётное консульство в Улан-Баторе[7].
- Интересы Монголии в Мексике представлены через посольство в Вашингтоне и через почётное консульство в Мехико[8].